# 双月湖街道
双月湖街道，是中华人民共和国山東省临沂市罗庄区下辖的一个乡镇级行政单位。

## 行政区划
双月湖街道下辖以下地区：
八块石社区、小白衣庄社区、双月社区、营子社区、魏三岗社区、林村社区、孟园社区、侯三岗社区、王三岗社区、张三岗社区、刘三岗社区、杜三岗社区、三岗店子社区、齐庄社区、湖西崖北社区、湖西崖西社区、湖西崖东社区、大白衣庄社区、前崔庄社区、后崔庄社区、潘庄社区、沙埠庄社区、郭岑石社区、张岑石社区、蜈蚣三忌社区、东石埠社区、尚屯社区、陈白庄社区、后盛庄社区、前盛庄社区、电厂社区、白庄社区、对河社区、盛丰社区、红土屯社区、十里堡社区、大埠东社区、沂滨社区、孙岑石村和花埠圈村。